# Kollisionskurs
Ein Kollisionskurs (lateinisch collidere ‚zusammenprallen‘, von laedere ‚verletzen‘) ist im Verkehrswesen eine eingeschlagene Richtung im Verhalten oder in der Navigation, bei deren Beibehaltung es zu einer Kollision (also zu einem Zusammenstoß) kommt oder kommen könnte.
Ein Fahrzeug ist auf Kollisionskurs, wenn sich bei Annäherung der Fahrzeuge die Peilung nicht, oder nur geringfügig, ändert (sogenannte stehende Peilung), d. h. jedes der Fahrzeuge sieht das andere in nahezu gleichbleibender Richtung (Seitenpeilung).
Der Begriff ist in der Luft-, Raum- und Schifffahrt gebräuchlich. Neben anderen Fahrzeugen kann es auch zu Kollisionen mit Objekten (Felsen, Kaimauern etc.) kommen.

## Schifffahrt

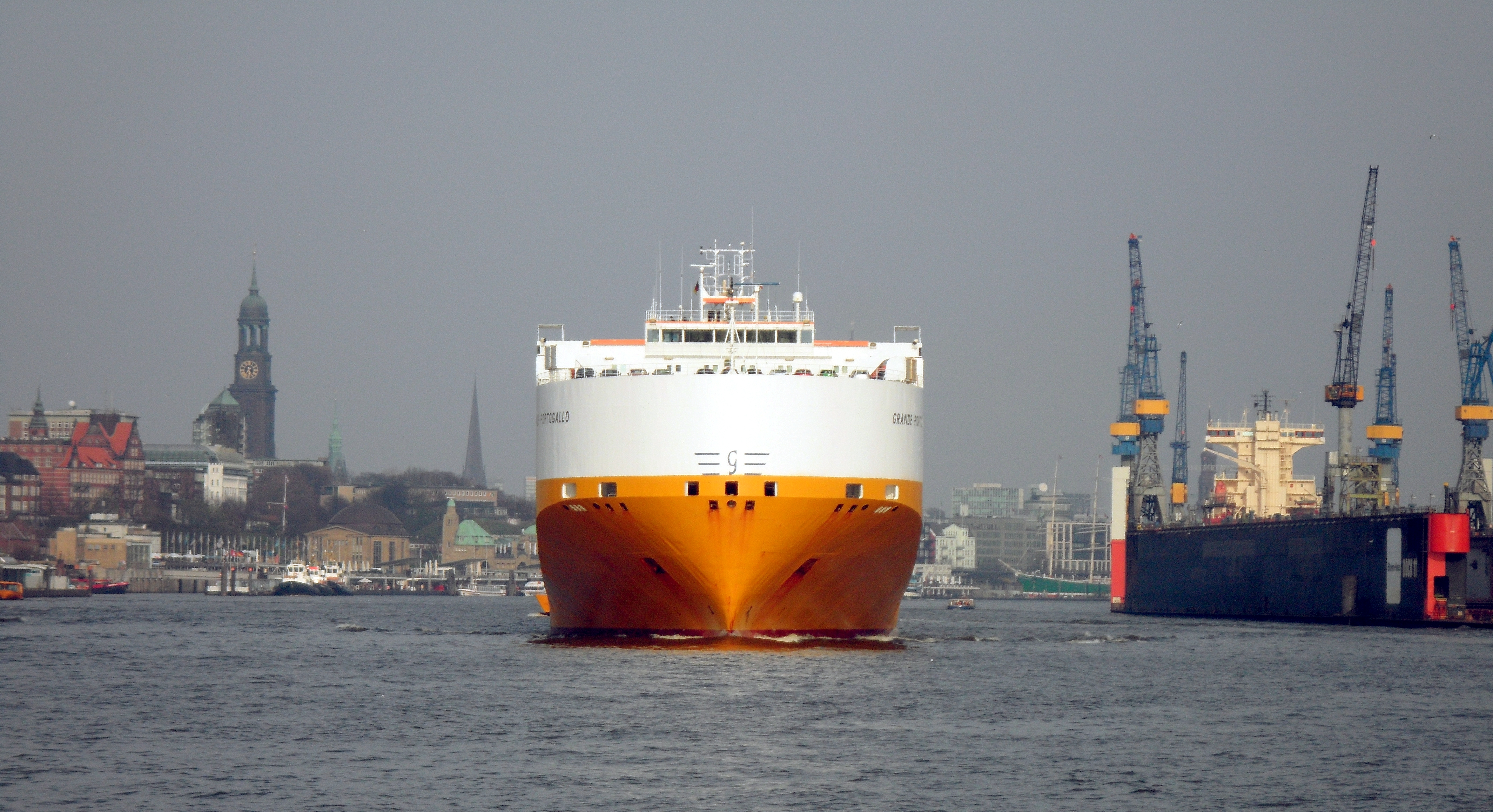
Ro-Ro Schiff Grand Portogallo auf der Elbe auf Kollisionskurs

In der Seeschifffahrt ist das Verhalten von Schiffen auf Kollisionskurs beziehungsweise zur Vermeidung eines Kollisionskurses in den Kollisionsverhütungsregeln festgelegt. Danach haben sich Schiffe an Backbord zu begegnen (vereinfacht ausgedrückt: "Rechtsverkehr"). Im Manöver des letzten Augenblicks ist so zu manövrieren, wie es zur Vermeidung eines Zusammenstoßes am dienlichsten ist.
Bei Dunkelheit wird der Kurs der anderen Schiffe anhand der verschiedenfarbigen seitlichen Positionslichter beurteilt, bzw. bei Schiffen in Fahrt und über 50 m Länge (siehe Lichterführung) auch anhand der Stellung der beiden Dampferlichter zueinander. Auch Radar und AIS helfen, einen möglichen Kollisionskurs zu erkennen und rechtzeitig gegenzusteuern. Bei schlechter Sicht sind Radar und/oder AIS unverzichtbar. Die korrekte Interpretation von Radarsignalen erfordert viel Erfahrung.

## Luftfahrt
In der Luftfahrt wird durch technische Systeme vor Kollisionskursen gewarnt, z. B. per TCAS, ACAS, Enhanced Ground Proximity Warning System (EGPWS) und FLARM.

## Mensch-Maschine-Schnittstelle
Im Mensch-Maschine-System werden dem Operateur beim Vorliegen von Kollisionskursen unter anderem akustische und visuelle Warnungen angezeigt. Besonders in der Luftfahrt wird den Piloten in modernen Maschinen eine Bandansage mitgeteilt (z. B. „Traffic Traffic!“), derlei Meldungen werden in der Fliegersprache „Bitching Betty“ / „Nagging Norah“ / „Hank the Yank on Boe“ genannt.